# Ypthima narensis
Ypthima narensis är en fjärilsart som beskrevs av Sugitani 1932. Ypthima narensis ingår i släktet Ypthima och familjen praktfjärilar. Inga underarter finns listade i Catalogue of Life.